# Coccinia mildbraedii
Coccinia mildbraedii är en gurkväxtart som beskrevs av Ernest Friedrich Gilg och Hermann August Theodor Harms. Coccinia mildbraedii ingår i släktet Coccinia, och familjen gurkväxter. Inga underarter finns listade i Catalogue of Life.